# 黃埔軍校同學會舊址
黄埔军校驻省办事处、黄埔军校同学会、中国青年军人联合会旧址，位于中国广东省广州市越秀区沿江中路239号，占地約700平方米，为广州市的一个市、县级文物保护单位，类型为近现代重要史迹及代表性建筑，公布时间为1987年7月，历史年代为1924。
該舊址的主管單位是廣州市文化廣電新聞出版局，業主單位是中國電信廣州分公司。

## 歷史
黃埔軍校同學會舊址位於建築物的二樓，於1924年興建。當時此建築的主要功能是籌建黃埔軍校。籌備委員會設在地下大堂，二樓為教授、訓練、管理、軍需和軍醫五部臨時辦公以及籌委住宿之地，三樓為會議廳和接待室。廖仲愷、李濟深、王柏齡、鄧演達、葉劍英等曾在該處辦公，軍校校長蔣介石亦曾在該處工作。

## 破壞
2010年，同學會舊址被《廣州日報》記者發現，建築物已被改成酒吧，門口牆上的「文物保護單位」牌子被換成「急招服務員」的廣告，地面挖出逾米深大水池，地基裸露。酒吧於每晚九時半開始營業，霓虹燈光猛，生意興隆，與昔日肅穆的氣氛大相逕庭。文物專家指是廣州當時發現的最嚴重破壞文物事件；而當局則聲稱對事件並不知情，將對事件徹查。同年3月2日，廣州市文化局召開情況通報會，公布了對黃埔軍校同學會舊址改建酒吧一事的處理意見。市文化局責令使用單位将已破壞部分恢複原狀，并與工商部門協調要求酒吧經營方停止營業，對這一違法行爲造成的舊址建築損害将依法進行處理。同時，市文化局将與黃埔軍校同學會舊址的業主單位中國電信廣州分公司進行協商，對舊址進行合理保護。市文廣新局文物處表示，首先是責令使用單位將已破壞部分恢復原狀，接下來再與業主單位溝通，考慮做其他用途。而同學會的破壞狀況以及業主的損失、責任等，由市文化市場綜合行政執法總隊負責評估。
市文廣新局文物處聲稱，在2009年接到有關改建申請，經專家討論後得出結論，原同學會其實也有會所性質，與酒吧在某種程度上相似，才同意申請。其初衷是想把它營造成一處高雅的面向公眾的活動場所，以便使身在其中的人們更能感受到那段歷史所蘊含的文化和精神。文廣新局稱其本意是想把它打造成「文物建築利用的典範」，不料後來的發展出人意料，變得有點失控。在第一次送交了維修方案的報建函以後，使用單位再沒有按要求提供完善的加固維修方案，使該項修繕、裝修工程至今仍未履行完成有關的報批審核手續。「整個事件，使用單位嚴重偏離了我局的初衷，在社會上造成了惡劣影響。」
舊建築牆身原使用灰砂批蕩，酒吧在裝修時已全部鏟除，換成水泥砂漿，傳統工藝被破壞。消防水池挖掘的深度超過了原來的地基，對原有承載力有較大影響；大功率音響設備對一個近百年的文物建築易產生震動損害。並且，酒吧加建了夾層，破壞了文物建築的原貌。
廣東省黃埔同學會秘書長于海濤向媒體發表聲明，明确表明黃埔同學會、廣東省黃埔同學會對此事件的關注和态度。是次黃埔軍校同學會舊址遭到破壞一事，在海内外，特别是在眾多黃埔同學、黃埔親屬中引起強烈反響。
在是次事件前，2007年，被稱為「沙面第一樓」的法國東方匯理銀行廣州分行舊址大樓遭非法改造，內部被拆得面目全非。在被毀一年多之後，仍未得到解決。2009年，在新河浦歷史文化保護區內，九棟民國時期東山小洋樓被強拆了8棟，獨剩一棟因最終獲市長「叫停」而完好無缺地保留了下來。